# Karin Leydecker
Karin Leydecker (geb. Halter; * 20. Januar 1954 in Speyer; † 27. April 2020 in Neustadt an der Weinstraße) war eine deutsche Architekturkritikerin.

## Leben
Leydecker studierte Germanistik, Kunstgeschichte und evangelische Theologie in Karlsruhe, Mainz und Heidelberg und promovierte 1988.
Seit Ende der 1970er Jahre veröffentlichte Leydecker Kritiken als freie Autorin in dem stark von Männern geprägten Bereich. Ihre Texte erschienen in der Neuen Zürcher Zeitung, in der F.A.Z., dem Deutschen Architektenblatt, der Deutschen Bauzeitung und in den Kultur-Chroniken der Inter Nationes.
Sie konzipierte Ausstellungen und Kataloge, schrieb Monografien und pflegte Verbindungen zu Künstlern wie Norbert Nüssle, zur Bildhauerin Vera Röhm oder zu Architekten wie Heinz Mohl, deren Arbeiten sie über Jahre begleitete.
2005 brachte sie mit Enrico Santifaller unter dem Titel Baustelle Heimat einen Architekturführer heraus, der 60 Jahre Baugeschichte in Rheinland-Pfalz beschrieb.
2018 entstand von ihr eine Ausstellung über Industriekultur in der Villa Streccius, die gelungene Weiterentwicklungen und den Verfall architekturhistorischen Erbes zeigte, etwa des Pfaffgeländes in Kaiserslautern.

## Veröffentlichungen
- Architektur im Kunstunterricht der Sekundarstufe I. Peter Lang, 1988, ISBN 978-3631406465.
- Der Mannheimer Maler Norbert Nüssle. In: Mannheimer Hefte, 1992, S. 99–105.
- Mit André Carion und Jean-Pierre Abraham: Norbert Nüssle. Quimper: Musée des beaux-arts, 1996, ISBN 978-2906739215, (französisch).
- Mitwirkung: Entdeckungen: Architekturpreis Rheinland-Pfalz. Stiftung Baukultur Rhld.-Pfalz, 1998, ISBN 978-3927517141.
- Vera Rohm. Lienart 2012, ISBN 978-2359060751, (französisch).
- Mitwirkung: Norm – Grenze – Abweichung. Stutz, 2004, ISBN 978-3888492020.
- Mit Enrico Santifaller: Baustelle Heimat. Architekturführer Rheinland-Pfalz 1945-2005. Schnell & Steiner 2005, ISBN 978-3795417598.
- Mitwirkung: Jo. Franzke Architekten. Springer, 2006, ISBN 978-3211297629.
- Mitwirkung: Frankfurt leuchtete. In: Jasmin Behrouzi-Rühl u. a. (Hrsg.): Frankfurt leuchtet. Die Revitalisierung der Historischen Villa Metzler am Schaumainkai. Frankfurt am Main 2008, S. 10–23.
- Mitwirkung: Archäopark Vogelherd. In: Peter Cachola Schmal, Christina Gräwe, Yorck Förster (Hrsg.) Deutsches Architektur Jahrbuch / German Architecture Annual 2014/15. Deutsches Architekturmuseum, Frankfurt am Main, und Prestel, Verlag, München, 2014; S. 116–121, ISBN 978-3-7913-5393-7.